# Hendrik Andriessen
Hendrik Franciscus Andriessen (Haarlem, 17 de septiembre de 1892 - Haarlem, 12 de abril de 1981) fue un compositor y organista neerlandés.

## Biografía
Estudió órgano, piano y composición en el conservatorio de Ámsterdam. Posteriormente, sucedió a su padre como organista de Haarlem y también lo fue de la Catedral de Utrecht (1937-1949). Durante ese tiempo también ejerció como profesor de composición en el Conservatorio de Ámsterdam y como director en el Conservatorio de Utrecht.
De 1949 a 1957 fue director del Conservatorio Real de La Haya. Más adelante fue profesor de musicología en la Universidad Católica de Nimega (1952-1963).
Su hermano Willen Andriessen también fue compositor y pianista.

## Obra

### Música instrumental
- Sonata, para piano (1934).
- Sinfonía para órgano (1939).
- Sonatas, para violonchelo solista, violonchelo y piano, violín y piano.
- Trio, piano, violín y violonchelo (1939).
- Quintette à vent (1951).
- Capriccio, sinfonía.
- Ricercare, sinfonía.
- Variations et fugue sur un thème de Kuhnae, orquesta de cuerda.
- Variations sur un thème de Couperin, flauta, arpa y cuerda.
- Mascherata.
- Étude symphoniques.

### Música vocal
- Numerosas melodías, entre ellas tres Pastorales y varias Misas.
- Magnificat, para coro y órgano.

### Música teatral
- Philomela, ópera basada en Ovidio.